# 小行星7335
小行星7335（英語：7335）（别称：1989 JA）是一颗围绕太阳公转的小行星。1989年5月1日，埃莉諾·赫琳在帕洛马山发现了此天体。
这颗小行星的绝对星等为232.0582297219304等，直径约1.77千米。
据《今日美国》报导，2022年5月28日，该小行星将在距离地球四百万余千米（地月距离10倍左右）处掠过地球，是2022年距离地球最近的近地小行星。